# Bauverein AG
Die Bauverein AG mit knapp 17.000 Wohnungen ist ein Immobiliendienstleister Südhessens mit Sitz in Darmstadt-Kranichstein und ein Tochterunternehmen der HEAG AG. Das Portfolio umfasst Wohnungen mit Mietpreis- und Belegungsbindungen, aber auch frei finanzierte Mietwohnungen, seniorengerechte ebenso wie barrierefreie oder Studentenwohnungen. Bis heute macht öffentlich geförderter Wohnraum ca. 48 % des Angebots aus.

## Geschichte
1864 wurde der „Bauverein für Arbeiterwohnungen“ in Darmstadt gegründet; in dieser Zeit entstanden die ersten vier Wohngebäude, zunächst für Arbeiter der nahegelegenen Maschinenfabrik. In den 1920er Jahren wurde die „Hessische gemeinnützige Aktiengesellschaft für kleine Wohnungen“ (HEGEMAG) gegründet, um auch die öffentliche Bautätigkeit voranzutreiben. Seitdem kamen jedes Jahr mehrere hundert Häuser hinzu, sodass bis 1960 der Wohnbestand auf 5.000 Einheiten vergrößert wurde. In den 1960er Jahren begann die Kunst am Bau, bei der bis zu 2 % der Baukosten bei Neubauten für die künstlerische Gestaltung der Gebäude aufgewendet wurden. Mit der 1987 von der Bundesregierung beschlossenen Aufhebung der Gemeinnützigkeit aller Wohnungsbaugesellschaften gewann der Bau von frei finanzierten Wohnungen gegenüber dem sozialen Wohnungsbau an Gewicht. 1990 wurde aus dem „Bauverein für Arbeiterwohnungen“ die „bauverein AG“. Es folgten das Bürgerparkviertel, die Waldspirale von Hundertwasser sowie das darmstadtium. 2005 wurde die bauverein AG in den HEAG-Konzern eingegliedert und etablierte sich als größter Vermieter Darmstadts. 2016 entstand auf dem Gelände einer ehemaligen amerikanischen Kaserne  die Lincoln-Siedlung.